# Georg Gänswein
Georg Gänswein (Riedern am Wald, 30 de julio de 1956) es un jurista y arzobispo católico alemán, nuncio apostólico en Estonia, Letonia y Lituania desde 2024. Fue secretario personal del papa Benedicto XVI y prefecto de la Casa Pontificia (2012-2023).

## Biografía

### Familia
Nació el 30 de julio de 1956, en el distrito alemán de Riedern am Wald. Hijo mayor de Albert y Gertrud (1931/1932-2009) Gänswein con dos hermanos menores y dos hermanas menores. Su padre dirigió en la séptima generación una herrería y más tarde una empresa de maquinaria agrícola y participó activamente en la política local. La madre de Gänswein era ama de casa.

### Formación
Trabajó como cartero para pagar sus estudios. En 1976, se graduó en el instituto en Waldshut. Inicialmente pensó en ser corredor de bolsa. Luego ingresó en el Collegium Borromaeum, y cursó los estudios eclesiásticos en la Universidad de Friburgo (1976-1979), y en la Pontificia Universidad Gregoriana (1979-1980).
En octubre de 1986, comenzó a estudiar Derecho canónico en la Universidad de Múnich. Desde 1988, fue asistente de investigación de Winfried Aymans, completando sus estudios canónicos con una licenciatura. En 1991 presentó su disertación titulada: Kirchengliedschaft gemäß dem Zweiten Vatikanischen Konzil. Zur Vorgeschichte, Erarbeitung und Interpretation der konziliaren Lehraussagen über die Zugehörigkeit zur Kirche (La pertenencia a la Iglesia según el Concilio Vaticano II. Sobre la historia, el desarrollo y la interpretación de las enseñanzas conciliares sobre la pertenencia a la Iglesia), dirigida por Aymans como director de doctorado. Después de completar el Rigorosum en 1993, recibió el doctorado summa cum laude. Más tarde dijo: «Después de medio año estaba tan harto que me dije, ahora voy a ir al arzobispo y le pediré que me lleve de nuevo a la diócesis porque no puedo soportarlo más... Siempre había estudiado con gusto y facilidad, pero estudiando Derecho canónico me sentía tan seco como trabajar en una cantera donde no hay cerveza: uno se muere de sequedad».

### Sacerdocio
Inicialmente consideró unirse a la Orden de los Cartujos. Fue ordenado diácono el 19 de diciembre de 1982, a manos del arzobispo Oskar Saier, incardinándose en la arquidiócesis de Friburgo. Trabajó como diácono en la parroquia de St. Marien Neckarelz-Deidesheim en 1983.
Su ordenación sacerdotal fue el 31 de mayo de 1984, a manos del arzobispo Saier. Celebró su primera misa el 3 de junio siguiente, en la parroquia de St. Leodegar en su pueblo natal. Luego trabajó durante dos años como capellán en Oberkirch.
En 1989, fue juez del Consistorio Arzobispal y del Tribunal Metropolitano de la arquidiócesis de Múnich y Frisinga. Como filial de St. Peter en Múnich, trabajó también en la pastoral.
En 1994, fu nombrado vicario de la Catedral de Friburgo y secretario personal del arzobispo Saier. 

#### Santa Sede
En 1995, el cardenal Antonio María Javierre Ortas, lo nombró oficial de la Congregación para el Culto Divino y la Disciplina de los Sacramentos. 
En 1996, fue transferido a la Congregación para la Doctrina de la Fe, a petición del cardenal Joseph Ratzinger. Fue nombrado profesor de Derecho canónico en la Pontificia Universidad de la Santa Cruz perteneciente al Opus Dei.
En el 2000, el papa Juan Pablo II le concedió la dignidad de Capellán de Su Santidad, que lleva anexo el tratamiento de monseñor.
En 2003 se convirtió en secretario privado del cardenal Ratzinger, reemplazando a Josef Clemens. Según Gänswein, esto provocó un «cierto resentimiento» por parte de Clemens. Gänswein acompañó al cardenal decano Ratzinger en el cónclave de 2005. Después de que Ratzinger fuera elegido papa el 19 de abril de 2005, Gänswein siguió siendo su secretario privado. El 28 de enero de 2006, el papa Benedicto XVI le concedió la dignidad de Prelado de honor de Su Santidad.

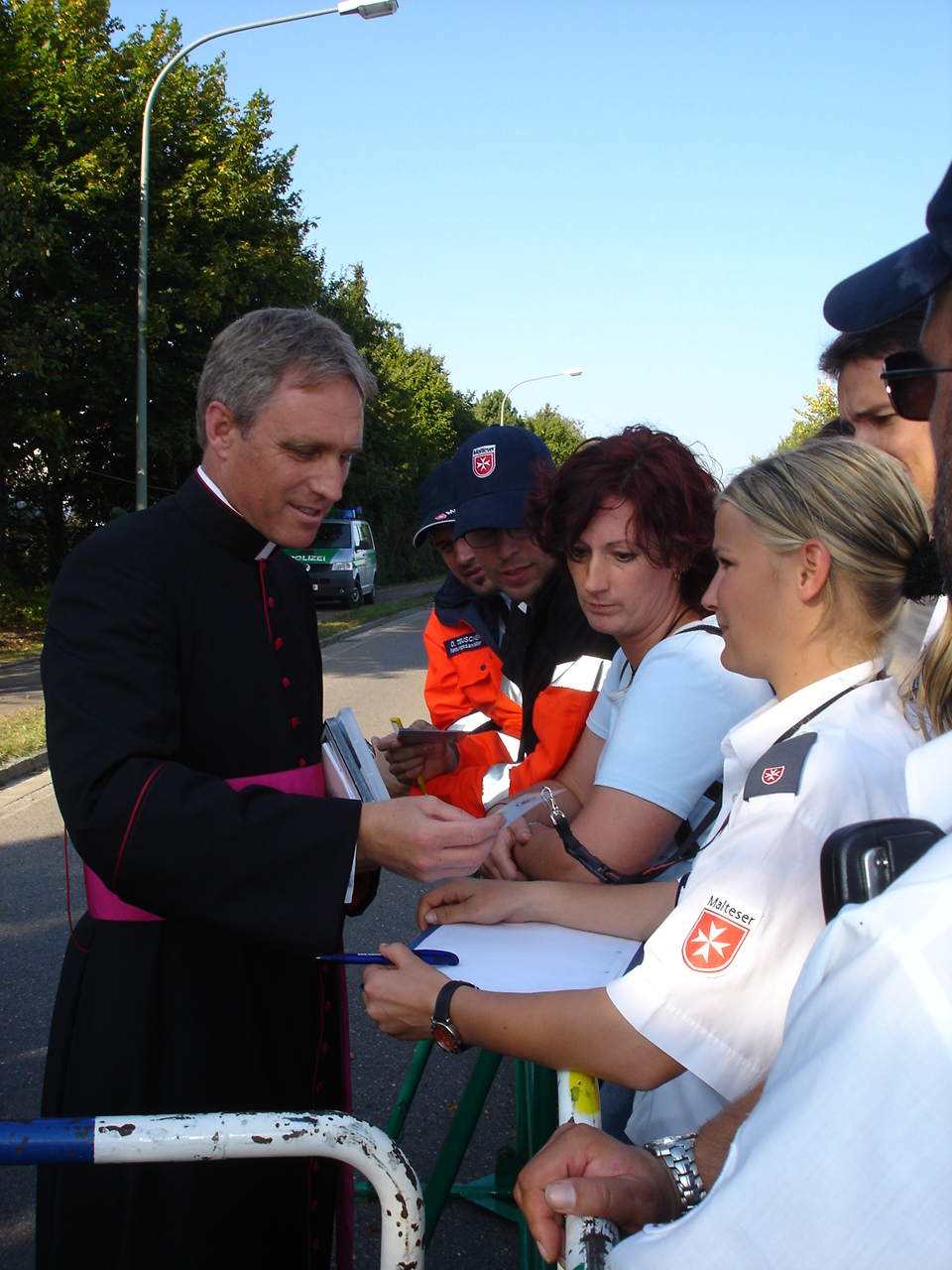
Georg Gänswein conversando con un ayudante maltés de Malteser International en 2006.

En una entrevista en julio de 2006, describió el día típico del Papa: «El día del papa comienza con la Misa a las 7 am, seguida de la oración de la mañana y un período de contemplación. Luego desayunamos juntos, y mi día comienza revisando la correspondencia, que llega en cantidades considerables». Dijo que acompañó a Benedicto a las audiencias matutinas, seguidas de un almuerzo juntos, un «pequeño paseo» y un descanso, tras lo cual le presenta los documentos que requieren su atención.
El 14 de noviembre de 2006, protestó contra la sátira en algunos programas de la televisión italiana contra él y el papa Benedicto XVI. En particular, su imitación, realizada por Fiorello en Radio2, y la parodia del papa realizada por Maurizio Crozza en La7, están en el punto de mira, también en los editoriales del periódico Avvenire. En 2015, recordando la circunstancia, declaró que había exagerado su oposición y afirmó la importancia de una «sátira sana», realizada sin «herir ni ofender».
En enero de 2007, la artista y diseñadora de moda italiana Donatella Versace utilizó a Gänswein como inspiración artística para su «Colección Clergyman» de otoño de 2007, impulsando así el reconocimiento popular del apodo de Gänswein, «Gorgeous George» (en italiano: Bel Giorgio). En enero de 2013, la foto de Gänswein, sin su consentimiento, apareció en la portada de la versión italiana de la revista Vanity Fair.

EL 27 de julio de 2007, Gänswein habría declarado al semanario alemán Süddeutsche Zeitung que: «no podemos negar los intentos de islamizar Occidente» y que «no debemos ignorar el peligro que esto representa para la identidad de Europa».

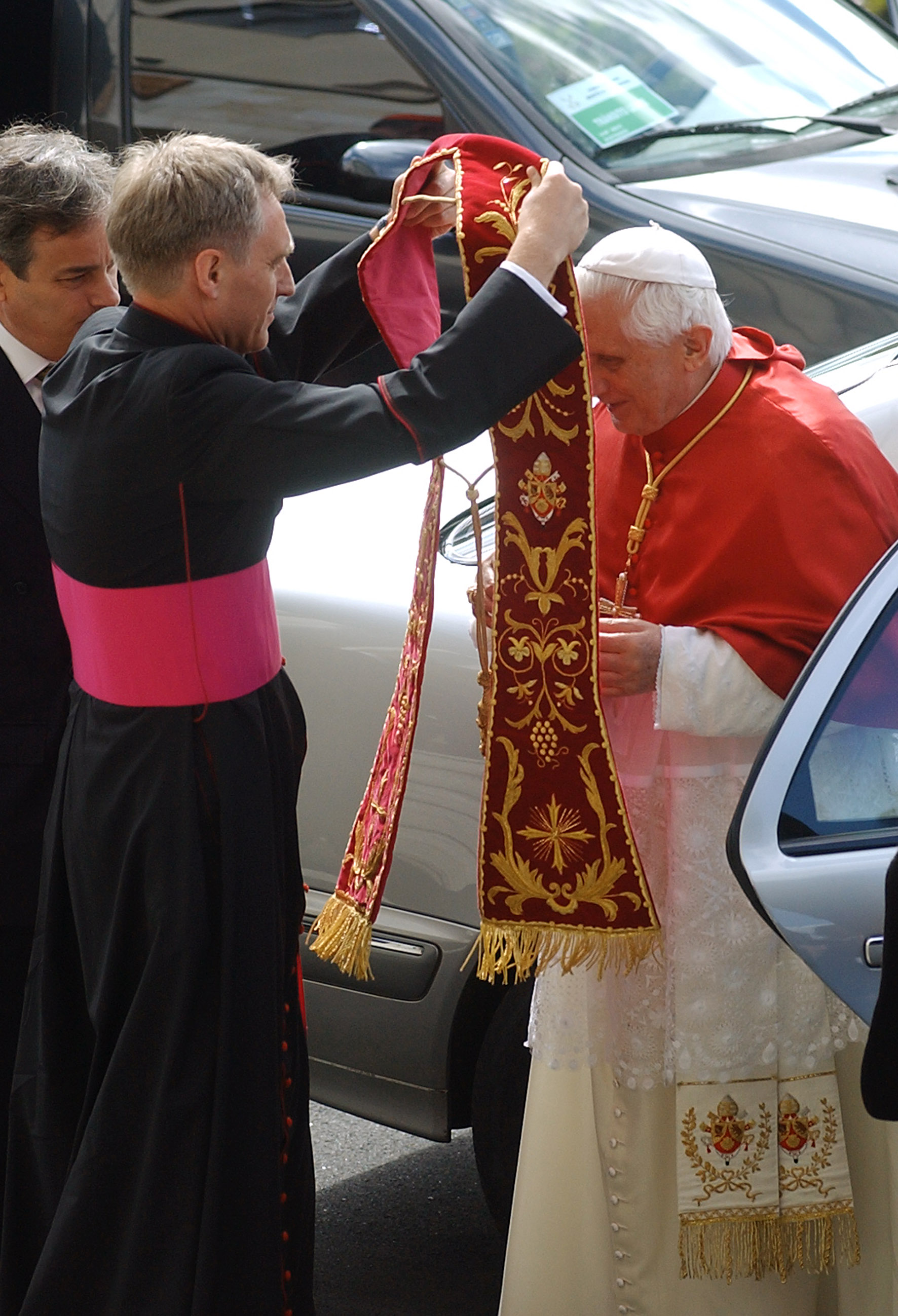
Georg Gänswein colocando la estola a Benedicto XVI, el 10 de mayo de 2007.

En 2007 se le mencionó como posible candidato a arzobispo de Múnich y Frisinga.[cita requerida] En agosto de 2013, dijo que no se veía volviendo a Alemania en ese puesto, que estaba centrado en Roma y que no esperaba que eso cambiara. Ese mismo agosto, anticipando su primer sermón en la catedral de Friburgo desde que fue ordenado sacerdote, dijo: «Sigo siendo sacerdote de la arquidiócesis de Friburgo y me veo como tal».
Recibió el 15 de febrero de 2011 el nombramiento de doctor honoris causa en «Sistemas de comunicación en las relaciones internacionales» de la Universidad para Extranjeros de Perugia. En su lectio doctoralis, Gänswein reflexionó sobre la relación entre la Iglesia y el Estado en Italia.

## Episcopado

### Pontificado de Benedicto XVI
El 7 de diciembre de 2012, el papa Benedicto XVI lo nombró arzobispo titular de Urbs Salvia y prefecto de la Casa Pontificia. Algunos criticaron el nombramiento como la promoción de un favorito personal a una posición para controlar el acceso al papa y cuyas opiniones conservadoras «confirmarían, reforzarían y alentarían» las de Benedicto. Fue consagrado el 6 de enero de 2013, en la Basílica de San Pedro, a manos del mismo papa.
En este puesto, Gänswein organizó audiencias papales tanto públicas como privadas, independientemente del tamaño o rango de los visitantes, y manejó la logística para la mayoría de los grandes eventos y ceremonias del Vaticano, así como los viajes del papa tanto a Roma como a Italia. 
Incluso después de la renuncia al ministerio petrino por parte del papa Benedicto XVI, el 28 de febrero de 2013, siguió siendo su secretario privado, viviendo con él primero en el Palacio de Castel Gandolfo y, más tarde, en el monasterio Mater Ecclesiae, hasta la muerte del papa emérito, que tuvo lugar el 31 de diciembre de 2022. Antes de la muerte de Benedicto XVI fue nombrado su albacea.
Gänswein dijo que conocía el plan del papa de dimitir «desde hacía algún tiempo» y trató de cambiar de opinión, pero «el papa Benedicto XVI había tomado una decisión. No debería ser sacudido», dijo. Añadió que la noticia se sintió como «una amputación» y que «aceptar y abrazar mi nuevo rol es doloroso». Le molestó el hecho de que la prensa acogiera con agrado la decisión del papa Francisco de no vivir en los apartamentos papales y dijo que «Benedicto no vivió en los apartamentos papales por razones egoístas, sino que también era muy modesto». Después de varios meses trabajando para Francisco, dijo: «Al comienzo de cada día, me encuentro una vez más esperando a ver qué será diferente hoy». Luego, pasadas las 21 horas, se ocupó de los asuntos y de la correspondencia de Benedicto XVI.

### Pontificado de Francisco

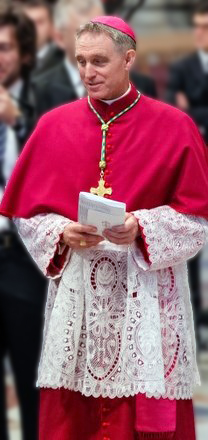
Gänswein el 19 de marzo de 2013, al final de la misa de inicio del pontificado del papa Francisco.

El 28 de febrero de 2013, Gänswein inicialmente siguió siendo prefecto de la Casa Pontificia, siendo confirmado en el cargo el 31 de agosto del mismo año, por el papa Francisco.
En 2017, Gänswein sufrió pérdida de audición, pero se recuperó. En 2020 fue hospitalizado por un grave problema renal.

El 26 de julio de 2017, con motivo de la fiesta de Santa Ana, presenta su nuevo escudo episcopal, que sustituye el blasón papal de Benedicto XVI por el del papa Francisco reinante.

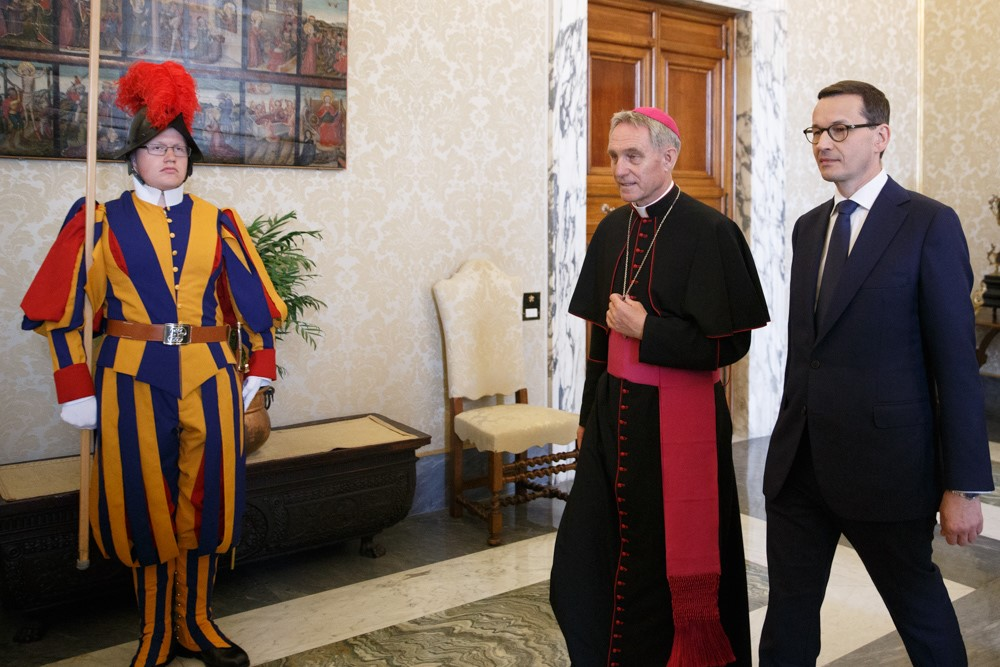
Gänswein junto al entonces primer ministro polaco Mateusz Morawiecki, en junio de 2018.

Desde el 15 de enero de 2020, estuvo ausente de las audiencias públicas del papa Francisco, debido a un cambio de responsabilidades. La Oficina de prensa de la Santa Sede dijo que el papel de Gänswein reflejaba una «redistribución de los diversos compromisos y deberes» del personal de la casa papal. El 5 de febrero de ese mismo año, el papa le puso una licencia para su cargo. El trasfondo de esto podrían haber sido las circunstancias que rodearon la presentación de un libro del cardenal Robert Sarah sobre el celibato, titulado: Desde lo más profundo de nuestros corazones, en el que se incluye un ensayo de Benedicto XVI. Tras su impresión, el papa emérito fue presentado incorrectamente como su coeditor en la presentación.
Del 18 al 22 de junio de 2020 acompañó a Benedicto XVI a Ratisbona, quien realizó una última visita a su hermano mayor Georg Ratzinger, gravemente enfermo. Después de su muerte,1 de julio de siguiente, representó al papa emérito en el funeral en la Catedral de Ratisbona, donde leyó una carta de Benedicto XVI en homenaje a su hermano fallecido.

## Después de la muerte Benedicto XVI

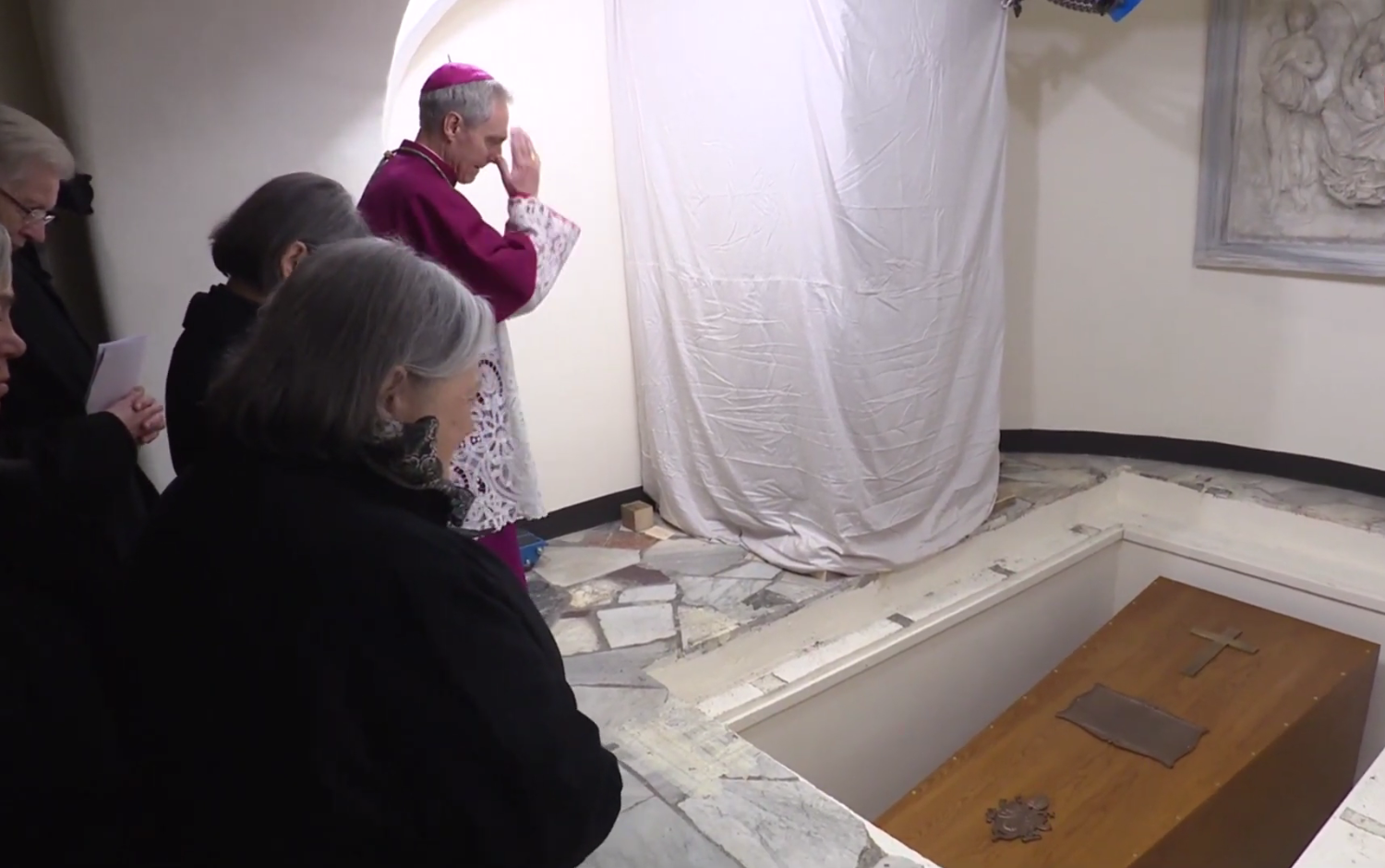
Georg Gänswein delante del ataúd del papa emérito, Benedicto XVI.

El papa emérito, Benedicto XVI falleció el 31 de diciembre de 2022 en el monasterio Mater Ecclesiae del Vaticano. Incluso antes del funeral, la editorial italiana Piemme anunció la publicación, el 12 de enero, de un libro escrito por Gänswein con el periodista vaticano Saverio Gaeta, titulado: Nient’altro che la verità. La mia vita al fianco di Benedetto XVI (Nada más que la verdad. Mi vida con Benedicto XVI), que revelaría «la verdad sobre las flagrantes calumnias y oscuras maniobras» que han intentado en vano «ensombrecer el Magisterio y las acciones del papa alemán». Der Spiegel escribió que Gänswein también informó sobre divisiones e insultos entre bastidores en el Vaticano. En marzo de 2023, el libro se publicó también en alemán, ocupando el primer lugar en la lista de libros más vendidos del «Spiegel».
Tras la muerte de Benedicto, Gänswein concedió numerosas entrevistas en las que destacó la importancia de Benedicto XVI. Enfatizó y dio información sobre sus sentimientos y pensamientos. Hizo públicas las últimas palabras de Benedicto y dijo que creía que era posible una rápida beatificación. Después de su permiso de ausencia como prefecto de la Casa Pontificia por parte del papa Francisco en febrero de 2020, quedó «conmocionado y sin palabras», dijo Gänswein en su libro; Benedicto tampoco pudo cambiar la opinión de Francisco.
Numerosos representantes de la Iglesia, algunos de ellos de alto rango, criticaron la ofensiva mediática de Gänswein y lo acusaron de explotar la muerte de Benedicto para sus propios fines y de promover el libro sobre sus años al servicio de Joseph Ratzinger y mensajes sobre las tensiones con el papa Francisco en el días que rodearon la muerte de Benedicto. El presidente de la Conferencia de los Obispos Católicos de Estados Unidos, Timothy Broglio, consideró que Gänswein debería haber comunicado personalmente sus críticas al papa Francisco en lugar de informar a los medios de comunicación sobre su ira personal contra Francisco. El Vaticano critica a Gänswein por difundir las últimas palabras de Benedicto al mundo. El beso público de Gänswein en el ataúd de Benedicto en la Plaza de San Pedro fue un gesto llamativo e inapropiado. El cardenal alemán Walter Kasper criticó a Gänswein en una entrevista: «Hubiera sido mejor permanecer en silencio. Ahora no es el momento para tales cosas». El cardenal austriaco Christoph Schönborn, calificó de «indiscreción indecorosa» que «se publiquen cosas tan confidenciales, especialmente por el secretario personal».

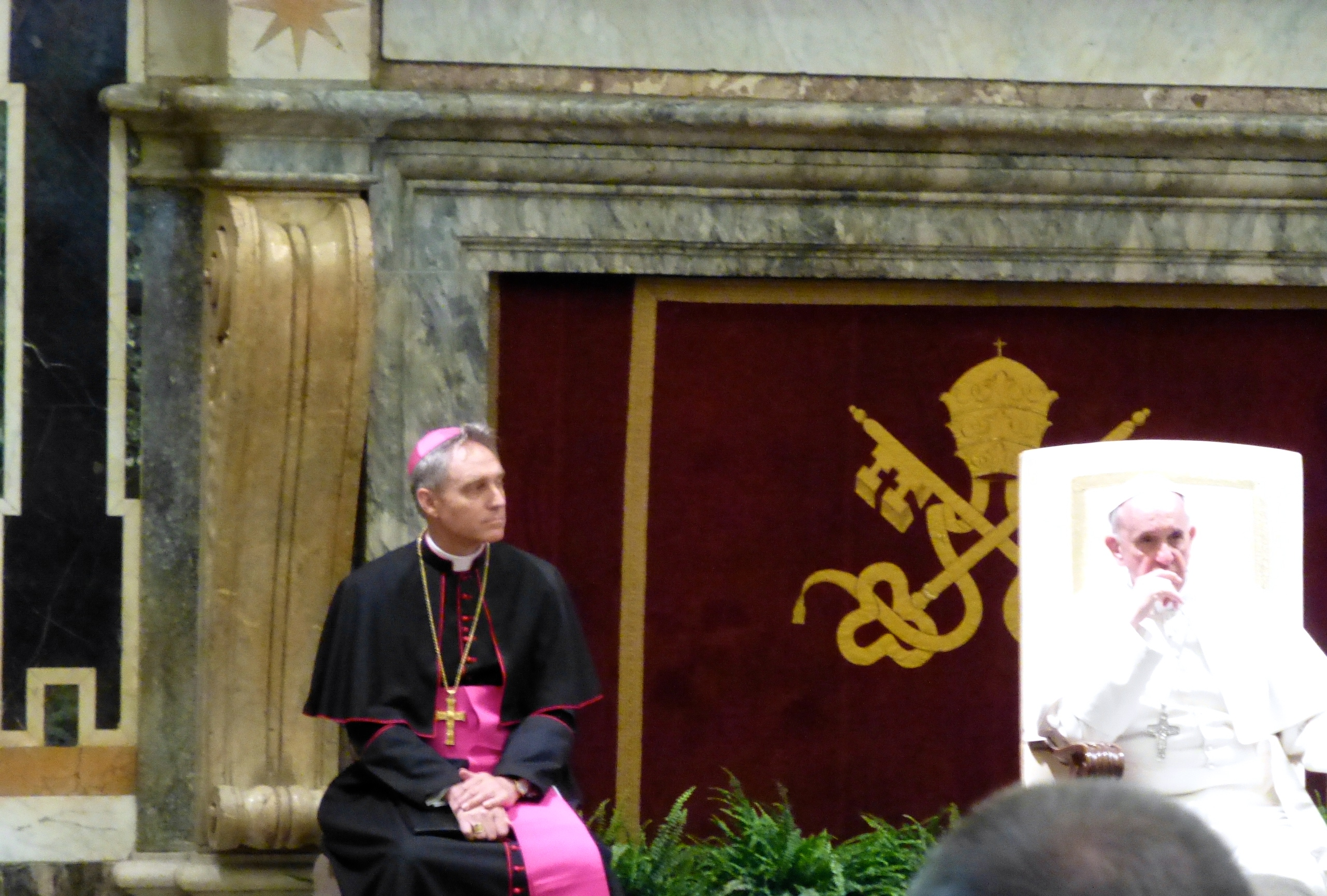
Gänswein junto a Francisco (2013).

El papa Francisco recibió a Gänswein el 9 de enero de 2023 en una audiencia que, según la radio de la Catedral de Colonia, podría haber tratado sobre el futuro profesional del arzobispo alemán. El Vaticano no reveló el contenido de la conversación. Después de la conversación, Gänswein ya no habló públicamente. El periódico italiano Libero, citando fuentes anónimas, escribió que la conversación versaba sobre el legado de Benedicto; Francisco le dijo a Gänswein que el poder de disponer del patrimonio de un papa fallecido pertenece a la Santa Sede. Refiriéndose a secciones del libro de Gänswein sobre el cónclave, en el que el cardenal Ratzinger fue elegido Papa, el papa Francisco se refirió a las estrictas reglas de secreto del reglamento del cónclave, que prevén penas que pueden llegar hasta la excomunión; El papa había insinuado la posibilidad de una investigación canónica si Gänswein no guardaba silencio.
Después de que Gänswein liquidó el patrimonio del difunto Papa, los medios informaron en marzo de 2023 sobre un posible nombramiento inminente de Gänswein como nuncio apostólico en Costa Rica.

### Regreso a Alemania
En abril de 2023, el papa Francisco le dijo a un entrevistador de La Nación, que le había dicho a Gänswein que abandonara su apartamento en la Ciudad del Vaticano dentro de unos meses y luego viviera en Italia, fuera del Vaticano o en su Alemania natal.
El 15 de junio de 2023, en referencia al fin de la actividad de Gänswein como prefecto de la Casa Pontificia el 28 de febrero anterior, la Oficina de prensa de la Santa Sede publicó las instrucciones del papa Francisco para que regresara temporalmente a su diócesis natal, la arquidiócesis de Friburgo. «Que Gänswein se hubiera quedado en Roma era una anomalía; sus predecesores habían recibido asignaciones que los llevaron a otra parte». El hecho de que no le dieran un nuevo papel era inusual. Esta medida ya había sido informada anteriormente en los medios de comunicación. En junio de 2023, el Ordinariato Arzobispal de Friburgo confirmó que Gänswein regresaría a su diócesis de origen, el 1 de julio de siguiente, siguiendo las instrucciones del Papa. La transferencia también significó que el salario debía ser asumido por la sede episcopal. Inicialmente no se anunció si se le asignaría un puesto en la arquidiócesis. Según Peter Seewald, biógrafo de Benedicto XVI, la «brutalidad y humillación pública» que recibió Gänswein no tienen «precedentes».
Tras mudarse a Friburgo, Gänswein vivió en un apartamento del seminario local. El 17 de julio de 2023, la arquidiócesis anunció que había sido nombrado canónigo honorario de la catedral de Friburgo y que, en ocasiones, podría realizar confirmaciones o presidir festivales locales.

### Nuncio apostólico
El 24 de junio de 2024, el papa Francisco lo nombró nuncio apostólico en Lituania, Estonia y Letonia, con residencia oficial en Vilna. 
Un nombramiento para un puesto diplomático es una tradición para los ex secretarios papales y se había rumoreado para Gänswein ya en marzo de 2023,  y una asignación a los Países bálticos se discutió en la prensa en abril de 2024. La Agencia Católica de Noticias describió el nombramiento de Gänswein como nuncio como una sorpresa, ya que él y el papa han tenido una «relación bastante tensa» y Francisco lo había dejado sin un papel oficial durante un año. Gänswein se convierte en el sexto nuncio apostólico activo que no asistió a la Academia Pontificia Eclesiástica, el instituto de formación para los miembros del cuerpo diplomático de la Santa Sede.
El 6 de septiembre del mismo año, presentó sus cartas credenciales al presidente lituano Gitanas Nausėda.

## Opiniones y controversias

### Renuncia de Benedicto XVI

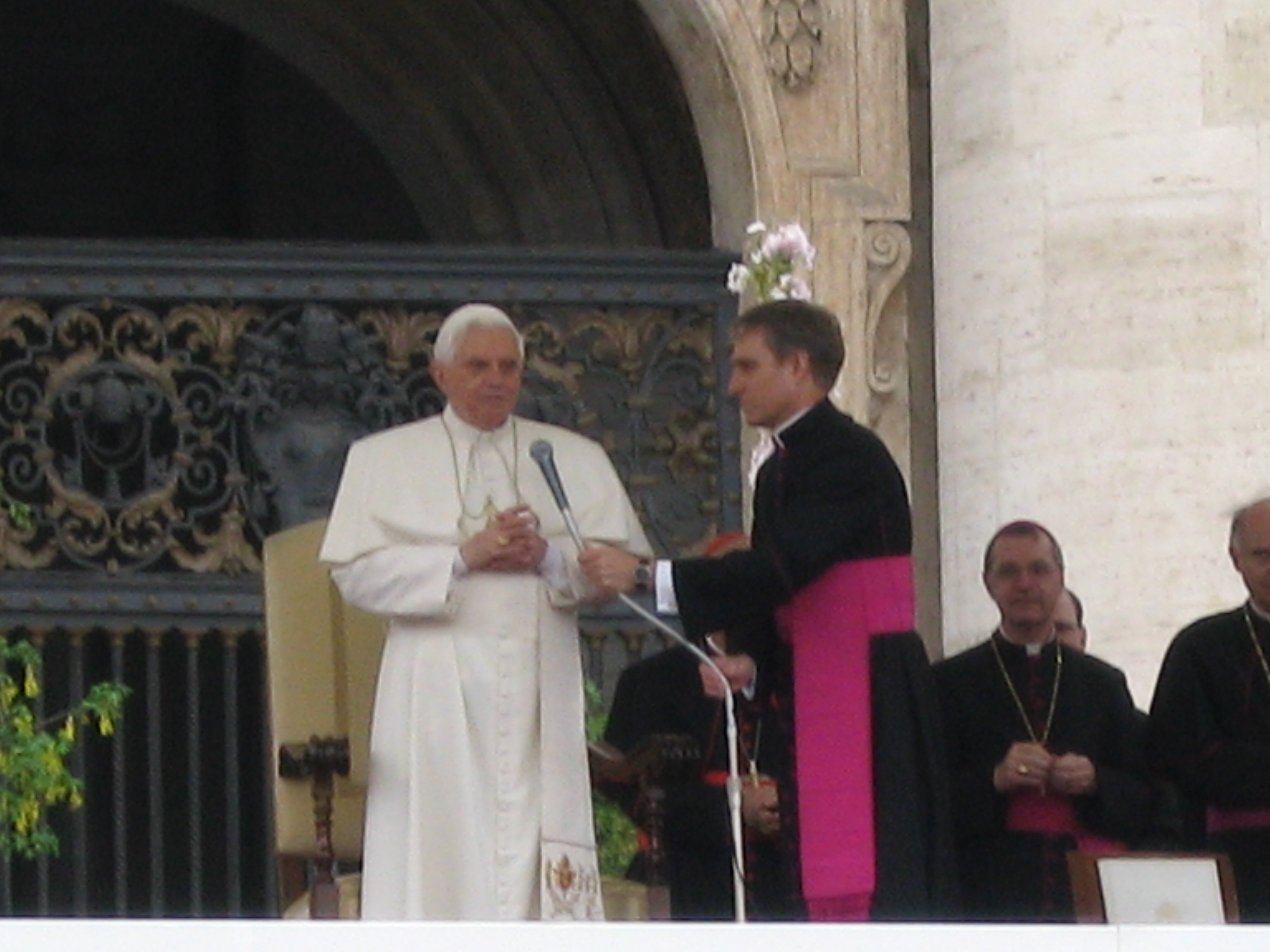
Gänswein junto a Benedicto XVI, durante una audiencia general (2008).

El 11 de febrero de 2013, el papa Benedicto XVI anunció que renunciaría el 28 de febrero. Gänswein se trasladó con él a Castel Gandolfo, donde continuó con su función de jefe de la Casa Pontificia. El 2 de mayo, se trasladó con Benedicto al monasterio Mater Ecclesiae en la Ciudad del Vaticano.
Gänswein dijo que había sabido del plan del papa de renunciar «desde hacía bastante tiempo» y había tratado de hacerle cambiar de opinión, pero «el papa Benedicto había tomado una decisión. No se iba a dejar intimidar», dijo. Dijo que la noticia se sintió como «una amputación» y que «aceptar y llegar a un acuerdo con mi nuevo papel es doloroso». Le molestó que la prensa acogiera con agrado la decisión del papa Francisco de no vivir en los apartamentos papales y dijo que «Benedicto no vivía en los apartamentos papales por razones egoístas; también era muy modesto». Después de varios meses trabajando para Francisco, dijo: «Al comienzo de cada día, me encuentro una vez más esperando ver qué será diferente hoy». Luego, después de las 9 de la noche, maneja los asuntos y la correspondencia de Benedicto.
En el primer aniversario de la renuncia de Benedicto XVI, en una entrevista a la Agencia Reuters, Gänswein mencionó que «estoy seguro, más aún, convencido, de que la historia ofrecerá un juicio que será diferente de lo que se lee a menudo en los últimos años de su pontificado porque las fuentes son claras y de ellas brota la claridad». También describe la excepcionalidad de su cargo: «Dicen –concluye– que tengo dos señores. En cierto sentido esto es cierto y añado que también es posible vivir con dos señores. Desempeño mi servicio en plena armonía con los dos Papas, tratando de fungir como puente entre ambos. Hasta ahora ha funcionado muy bien y espero que mis dos jefes estén contentos». ¿Un puente entre dos puentes?* «Es un juego de palabras –observa mons. Gänswein–, pero en el fondo es justamente así».
- «Un puente entre dos puentes» hace referencia a dos papas - en latín Pontifex que quiere decir hacedor de puentes- y el prefecto que actúa como «puente» entre dos pontífices (hacedores de puentes).

En 2016 dijo que «Vatileaks» u otras cuestiones tenían «poco o nada» que ver con la renuncia de Benedicto. Gänswein dijo que Francisco y Benedicto no son dos papas «en competencia» entre sí, sino que representan un Oficio Petrino «ampliado» con un miembro «activo» y uno «contemplativo». Dijo que Benedicto XVI no había abandonado el papado como el papa Celestino V en el siglo XIII, sino que más bien había tratado de continuar el suyo de una manera más apropiada dada su fragilidad y que «por lo tanto, desde el 11 de febrero de 2013, el ministerio papal no es el mismo que antes. Es y sigue siendo el fundamento de la Iglesia católica; y, sin embargo, es un fundamento que Benedicto XVI ha transformado profunda y duraderamente con su pontificado excepcional».

### Elección del papa Francisco

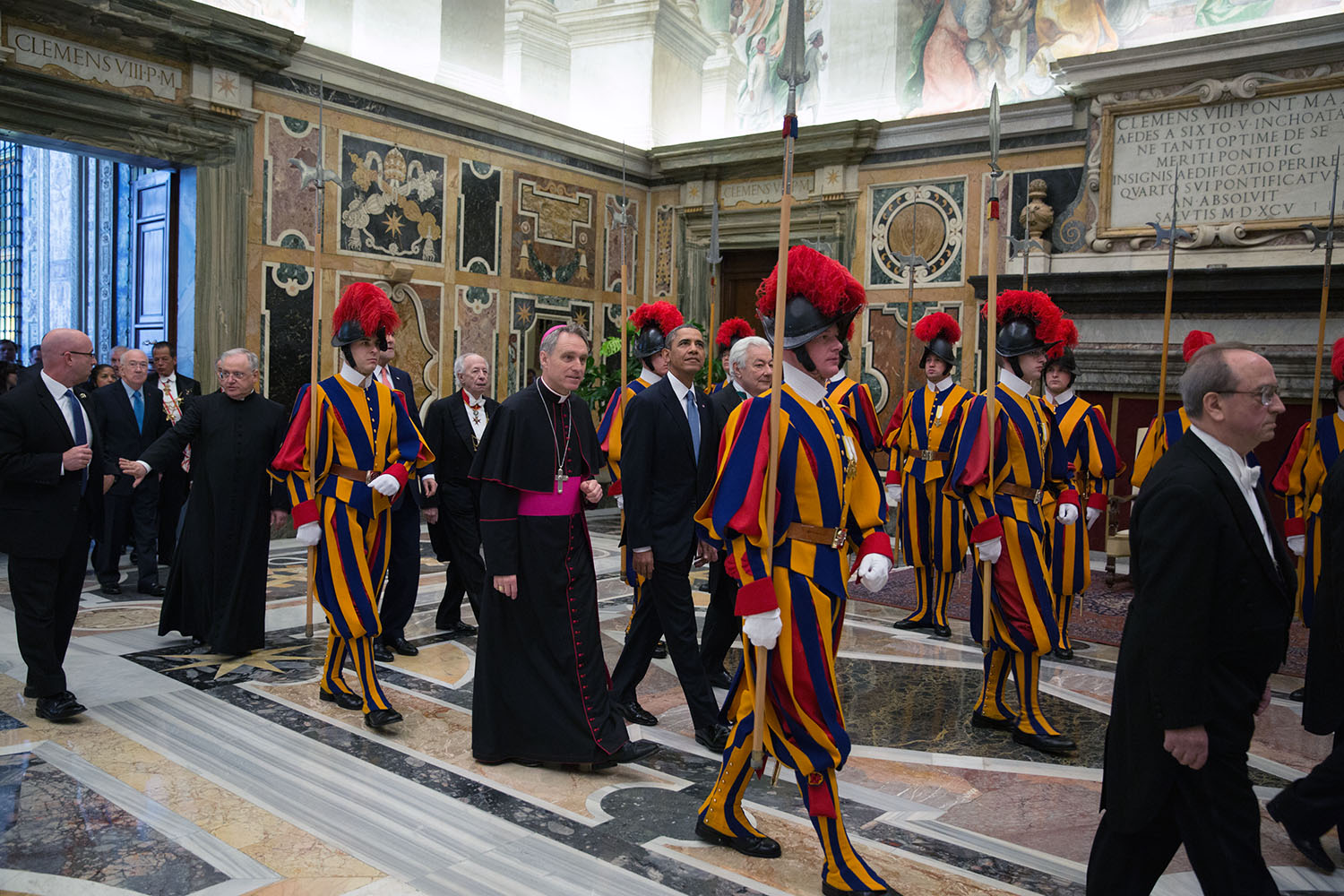
El arzobispo Gänswein acompaña al presidente Obama a una audiencia con el papa Francisco.

El 13 de marzo de 2014, cuando la cadena de televisión alemana ZDF le preguntó si la elección del papa Francisco en el cónclave del año anterior le había sorprendido, Gänswein respondió: «Sí, porque yo había favorecido a otros candidatos. Me equivoqué, pero también se equivocaron otras personas». Añadió que, en estos momentos, el papa es el favorito de los medios de comunicación, «pero no siempre será así». Añadió que el papa no es «el favorito de todos».

### Relación Benedicto-Francisco
En enero de 2015, Gänswein desmintió un rumor según el cual el papa emérito Benedicto XVI se había reunido el otoño anterior con cardenales conservadores preocupados por la posibilidad de que el Sínodo de obispos sobre la familia permitiera a los católicos vueltos a casar civilmente acceder a la Eucaristía. Lo calificó de «pura invención». Dijo que el renovado énfasis de Francisco en el cuidado pastoral no significaba ningún cambio en la doctrina y dijo: «El papa es el primer garante y custodio de la doctrina de la Iglesia y, al mismo tiempo, el primer pastor».
En julio de 2017, algunos comentaristas interpretaron una declaración de Benedicto como una crítica a Francisco. Gänswein los llamó «estúpidos» y dijo que se dedicaban a «fantasías». Dijo que «el papa emérito fue explotado deliberadamente» y que «quieren explotarlo. Pero todo esto será inútil».
En 2019, después de que el obispo brasileño Evaristo Pascoal Spengler OFM, dijera a los periodistas que las revisiones que Benedicto XVI hizo al Código de Derecho Canónico en 2009 podrían permitir la ordenación de mujeres diáconos, Gänswein dijo que la afirmación era «totalmente absurda y errónea». Dijo que no había hablado con Benedicto XVI sobre el asunto y que sus comentarios «vienen sólo de mí».
En su libro de 2023, Nient’altro che la verità. La mia vita al fianco di Benedetto XVI (Nada más que la verdad. Mi vida con Benedicto XVI), Gänswein escribió que Benedicto estaba «sorprendido» de que Francisco nunca respondiera a una carta pública de 2016 de cuatro cardenales. Después de que Francisco le enviara a Benedicto el texto de una entrevista que había dado y le pidió los comentarios de Benedicto, Benedicto, según Gänswein, respondió con anotaciones que criticaban las respuestas de Francisco sobre el aborto y la homosexualidad. Gänswein también escribió que Benedicto sintió que la decisión de Francisco de restringir el uso de la misa en latín fue «un error». El papa respondió a tales acusaciones en el libro de entrevistas El Sucesor del corresponsal vaticanista español Javier Martínez-Brocal, publicado en 2024, donde critica a Gänswein por haber influido en Benedicto XVI, instrumentalizado en los últimos años de su vida, aislado del mundo exterior y tratado de posicionarlo contra él. También critica las circunstancias que rodearon la publicación del libro de recuerdos de Gänswein. La hora de la aparición el día del funeral del papa emérito, y acusándolo de «falta de nobleza y de humanidad». Críticas similares vinieron del cardenal Walter Kasper.
En una entrevista con Peter Seewald, el arzobispo alemán señaló que no ve a Francisco y Benedicto como «opuestos» sino más bien como complementarios, de forma tal que queda asegurada la continuidad entre los pontificados. Además destacó que ambos llevan una relación de amistad y fraternidad donde no hay celos ni competencia. Advirtió que «presentarlos como personalidades opuestas es simplista, no los veo como opuestos, sino complementarios».

### Sínodo de obispos de 2014
En una entrevista previa al Sínodo extraordinario de obispos sobre la familia de octubre de 2014, se le preguntó a Gänswein sobre la posibilidad de permitir que los católicos divorciados y vueltos a casar reciban la comunión. Él dijo que «es una cuestión muy delicada, está en juego el matrimonio sacramental que, según la doctrina católica, no puede disolverse, al igual que el amor de Dios por el hombre. Por lo que puedo ver, el papa Francisco está siguiendo la línea de sus predecesores, cuya enseñanza sobre el matrimonio es muy clara».

### Reforma curial
En abril de 2015, Gänswein dijo: «Personalmente no veo ninguna razón significativa que haga necesaria una reforma de la Curia en este momento. Se han hecho uno o dos cambios, pero eso es parte del curso normal de las cosas. Hablar de una “reforma de la Curia” es, si se me permite decirlo, una exageración». Cuando se le preguntó si el Vaticano y la Iglesia en general están polarizados en este momento, dijo: «No hay polarización hasta donde puedo ver y no he experimentado ninguna. Se han criticado ciertas medidas aquí y allá y, si la crítica está justificada, eso seguramente puede beneficiar el clima general».
En 2017, cuando se le preguntó sobre la destitución del cardenal Gerhard Müller de su puesto como prefecto de la Congregación para la Doctrina de la Fe, Gänswein dijo: «No quiero comentar una decisión del personal papal. Pero cuando me enteré de ello me sentí muy molesto. Después de todo, es un amigo personal cercano».

### Disputa con el cardenal Sarah
En enero de 2020, Gänswein pidió al cardenal Robert Sarah que sus editores eliminaran el nombre del papa Benedicto como coautor con Sarah de un libro sobre el celibato sacerdotal, y que eliminaran el nombre de Benedicto como autor de la introducción y las conclusiones del libro. Dijo que Benedicto no había participado en la redacción ni autorizado el uso de su nombre. Calificó el problema como «una cuestión de malentendido, sin poner en duda la buena fe del cardenal Sarah». Sarah ya había negado esa caracterización del papel de Benedicto, pero luego pidió a sus editores que hicieran cambios en la forma en que se representaba la participación de Benedicto, aunque su editor estadounidense se negó a hacer ningún ajuste.
Tras su disputa con Sarah, Gänswein dejó de ejercer las funciones públicas propias de su cargo de prefecto de la Casa Pontificia. Ya no aparecía junto al papa Francisco en las audiencias semanales del Papa, ni saludaba a los jefes de Estado y a los otros visitantes más importantes del Papa. Su título no cambió. La Oficina de prensa de la Santa Sede afirmó que el papel de Gänswein reflejaba una «redistribución de los diversos compromisos y deberes» del personal de la Casa Pontificia.

## Distinciones honoríficas
- Gran oficial de la Orden al Mérito de la República Italiana (13/06/2005).[71]
- Cruz al Mérito de primera clase de la Orden del Mérito de la República Federal de Alemania (21/06/2007).
- Capellán gran cruz conventual honorario de la Orden de Malta (23/06/2007).
- Gran Condecoración de Honor en Oro de la Orden del Mérito de la República de Austria (12/01/2009).
- Gran Oficial de la Orden de Cristo (11/05/2010).
- Doctor honoris causa en Sistemas de Comunicación en las Relaciones Internacionales (15/02/2011).
- Senador gran cruz de la Sagrada Orden Militar Constantiniana de San Jorge (13/12/2012).

## Escudos de armas
Como miembro de la Casa Pontificia, el escudo de armas de Gänswein incluía el del papa reinante a la izquierda. El escudo de armas fue diseñado y adoptado cuando fue consagrado arzobispo el 6 de enero de 2013 y modificado cuando Francisco sucedió a Benedicto XVI en marzo de 2013. Como ya no es miembro de la Casa papal, su escudo de armas ya no incluye el del papa Francisco.
|                              |
| Pontificado de Benedicto XVI |

|                          |
| Pontificado de Francisco |

|                                                 |
| Arzobispo Titular (fuera de la Casa Pontificia) |

## Publicaciones
- Kirchengliedschaft: vom Zweiten Vatikanischen Konzil zum Codex iuris canonici; die Rezeption der konziliaren Aussagen über die Kirchenzugehörigkeit in das nachkonziliare Gesetzbuch der lateinischen Kirche. St. Ottilien: EOS-Verlag 1996. ISBN 3-88096-923-X (disertación)